# تساي إنغ ون
تساي إنغ وين (بالصينية: 蔡英文) (ولِدت في 31 أغسطس 1956) هي سياسية وأكاديمية تايوانية في منصب رئيسة جمهورية الصين (تايوان) منذ عام 2016. وهي عضوة في الحزب الديمقراطي التقدمي، وتعد تساي أول رئيسة أنثى لتايوان. وقد شغلت منصب رئيسة الحزب الديمقراطي التقدمي منذ عام 2020، وسابقًا من عام 2008 حتى عام 2012 ومن عام 2014 حتى عام 2018.
نشأت تساي في تايبيه ودرست القانون والتجارة الدولية، وأصبحت فيما بعد أستاذة للقانون في كلية الحقوق بجامعة سوتشو وجامعة تشنجتشي الوطنية بعد حصولها على بكالوريوس الحقوق من جامعة تايوان الوطنية وماجستير في القانون من كلية كورنيل للحقوق. ودرست لاحقًا القانون في كلية لندن للاقتصاد والعلوم السياسية، وكانت أطروحتها بعنوان «الممارسات التجارية غير العادلة والإجراءات الوقائية»، وحصلت على درجة الدكتوراه في القانون من جامعة لندن. وفي عام 1993، بصفتها مستقلة (دون انتماء حزبي)، عُينت في سلسلة من المناصب الحكومية، بما في ذلك منصب المفاوض التجاري لشؤون منظمة التجارة العالمية، من قبل حزب الكومينتانغ (الحزب القومي الصيني) الحاكم آنذاك (كيه إن تي)، وكانت واحدة من واضعي الصياغة لمبدأ العلاقات الخاصة لدولة بدولة الخاص بالرئيس لي تنغ هوي.
بعد أن تولى تشن شوي بيان رئاسة الحزب الديمقراطي التقدمي في عام 2000، عملت تساي وزيرًة لمجلس شؤون البر الرئيسي طوال فترة ولاية تشن الأولى بصفتها عضوًا غير حزبي. ثم انضمت إلى الحزب الديمقراطي التقدمي في عام 2004، وعملت لفترة وجيزة كعضو كبير مرشح من قبل الحزب الديمقراطي التقدمي في مجلس اليوان التشريعي. ومن هناك، عُينت نائبة لرئيس الوزراء في عهد رئيس الوزراء سو تسينغ تشانغ حتى استقالة الحكومة الجماعية في عام 2007. وانتُخبت وتولت قيادة الحزب الديمقراطي التقدمي في عام 2008، وبعد هزيمة حزبها في الانتخابات الرئاسية لعام 2008. استقالت كرئيسة بعد خسارتها انتخابات 2012 الرئاسية.
ترشحت تساي لمنصب عمدة مدينة تايبيه الجديدة في الانتخابات البلدية في نوفمبر عام 2010، لكنها هُزمت من قبل نائب رئيس وزراء سابق آخر، إريك تشو (حزب الكومينتانغ). وفي أبريل عام 2011، أصبحت تساي أول مرشحة رئاسية من حزب رئيسي في تاريخ جمهورية الصين بعد هزيمة رئيسها السابق، سو تسينغ تشانغ، في الانتخابات التمهيدية للحزب الديمقراطي التقدمي بهامش ضئيل. هُزمت من قبل مرشح حزب الكومينتانغ الحالي ما يينغ جيو في الانتخابات الرئاسية المباشرة الخامسة في عام 2012، لكنها انتُخبت بأغلبية ساحقة بعد أربع سنوات في الانتخابات الرئاسية المباشرة السادسة في عام 2016. وتعد تساي الرئيس الثاني من الحزب الديمقراطي التقدمي. وهي أول رئيس لم يسبق له أن شغل منصبًا تنفيذيًا منتخبًا سابقًا، وأول رئيس ينتخب شعبيًا دون أن يكون قد شغل سابقًا منصب رئيس بلدية تايبيه. وأعيد انتخابها مع حصة متزايدة من الأصوات في الانتخابات الرئاسية لعام 2020.
أدرجت تساي في مجلة تايم بين أكثر الأشخاص تأثيرًا لعام 2020.

## حياتها المبكرة ومسيرتها المهنية
ولدت تساي في مستشفى ماكاي ميموريال في منطقة تشونغشان، تايبيه، تايوان في 31 أغسطس عام 1956، وهي الأصغر بين تسعة أطفال. كان والدها، تساي تشيه شنغ (1918-2006)، رجل أعمال يدير متجرًا لتصليح السيارات، وكانت والدتها تشانغ تشين فونغ (1925-2018) ربة منزل.[بحاجة لمصدر] اختير اسمها إنغ ون (英文) من خلال ممارسات تسمية الأنساب. واقترح المسمون تهجئة اسمها 瀛 文، ولكن والدها شعر أن التهجئة تحتوي خطوطًا كثيرة جدًا، وقرر استبدالها بالحرف 英. ويمكن ترجمة الاسم الناتج 英文 إلى «الأدب البطولي» أو «اللغة الإنجليزية». وخلال فترة دراستها الإعدادية، درست في مدرسة ثانوية تشونغشان التابعة لبلدية تايبيه. ثم درست القانون بطلب من والدها. بعد تخرجها في كلية الحقوق بجامعة تايوان الوطنية عام 1978، حصلت تساي على درجة الماجستير في القانون من كلية الحقوق بجامعة كورنيل عام 1980. بعدها درست القانون في كلية لندن للاقتصاد وحصلت على درجة الدكتوراه في القانون من جامعة لندن عام 1984. وعند عودتها إلى تايوان، درست القانون في كلية الحقوق بجامعة سوتشو وجامعة تشنجتشي الوطنية، وكلاهما في تايبيه.
وقد عُينت أيضًا في لجنة التجارة العادلة ولجنة حقوق الطبع والنشر. وعملت كمستشارة لمجلس شؤون البر الرئيسي ومجلس الأمن القومي. وقادت فريق الصياغة بشأن العلاقات التي تحكم النظام الأساسي مع هونغ كونغ وماكاو (بالصينية: 港澳關係條例).

## بروزها في السياسة
في عام 2000، مُنحت تساي تعيينًا رفيع المستوى كرئيسة لمجلس شؤون البر الرئيسي. تأكيدًا للاعتقاد السائد بأنها تحافظ على تعاطفها مع تحالف الخضر الشامل، ثم انضمت تساي إلى الحزب الديمقراطي التقدمي  في عام 2004. وجرى ترشيحها بعد ذلك من قبل مدير النيابة العامة لتكون مرشحة في الانتخابات التشريعية لعام 2004 وانتُخبت كمشرعة عامة.
في 26 يناير عام 2006، عُينت تساي في منصب نائبة رئيس اليوان التنفيذي، وهو منصب يشار إليه عادة باسم نائب رئيس الوزراء. وعملت في نفس الوقت كرئيسة للجنة حماية المستهلك.
في 17 مايو عام 2007، استقالت تساي، جنبًا إلى جنب مع بقية أعضاء مجلس الوزراء المنتهية ولايته، لإفساح المجال لرئيس الوزراء القادم تشانغ تشون شيونغ ووزرائه. وعين رئيس مجلس الدولة تشانغ تشيو آي جين، الأمين العام الحالي لمكتب الرئاسة ليحل محل تساي في منصب نائب رئيس الوزراء. ثم عملت كرئيسة لشركة تايميدبيولوجيكس، وهي شركة للتقانة الحيوية مقرها تايوان. واتهم الكومينتانغ تساي بالتعاقد مع تايميدبيولوجيكس على حساب العمل الحكومي خلال فترة عملها كنائبة لرئيس الوزراء، وبينما كانت تخطط لمغادرة الحكومة وقيادة الشركة بعد ذلك. جرت تبرئتها فيما بعد من جميع المخالفات المزعومة.
خلال بحث مرشح حزب الكومينتانغ ما يينغ جيو عن نائب له في الانتخابات الرئاسية لجمهورية الصين لعام 2008، جرى اقتراح تساي، وهي عضو في الحزب الديمقراطي التقدمي، بشكل مفاجئ. وذكر المرشح أنه لا توجد معايير محددة لمنصب نائب الرئيس، وأن بحثه لن يحدد حسب الجنس أو المهنة أو حتى الانتماءات الحزبية السياسية.
في 19 مايو عام 2008، هزمت تساي كو كوانغ مينغ في الانتخابات لمنصب رئيس الحزب الديمقراطي التقدمي، وخلفت فرانك هسيه المنتهية ولايته كرئيس للولاية الثانية عشرة للحزب. وكانت أول امرأة ترأس حزبًا سياسيًا تايوانيًا كبيرًا.

## الحملات الرئاسية

### 2012
أعلنت تساي إنغ ون رسمياً حملتها للفوز بترشيح الحزب الديمقراطي التقدمي في 11 مارس 2011. أصبحت تساي بتاريخ 27 أبريل 2011 المرشحة الرئاسية الأولى في تايوان بعد خسارة رئيس الوزراء السابق سو تسنغ تشانغ بفارق ضئيل في استطلاع عبر الهاتف على مستوى البلاد (شمل أكثر من 15,000 عينة) حيث كان هذا الاستطلاع بمثابة مرحلة الانتخابات التمهيدية للحزب. ترشحت تساي ضد الرئيس ما يينغ جيو من حزب الكومينتانغ و‌جيمس سونغ من حزب الشعب أولا في الانتخابات الرئاسية المباشرة الخامسة، التي عُقدت يوم 14 يناير عام 2012. حاصلة على 45% من الأصوات، وقد أقرت تساي بهزيمتها للرئيس ما يينغ جيو في مؤتمر صحفي، مستقيلةً من مقعدها كرئيسة للحزب الديمقراطي التقدمي.
ملخص لنتائج الانتخابات الرئاسية لجمهورية الصين بتاريخ 14 يناير 2012 
| الحزب   | الحزب                    | المرشح      | المرشح       | عدد الأصوات | النسبة | النسبة |
| ------- | ------------------------ | ----------- | ------------ | ----------- | ------ | ------ |
| الحزب   | الحزب                    | الرئيس      | نائب الرئيس  | عدد الأصوات | النسبة | النسبة |
|         | الكومينتانغ              | ما يينغ جيو | وو دين ييه   | 6,891,139   | 51.60% |        |
|         | الحزب الديمقراطي التقدمي | تساي إنغ ون | سا جيا تشيان | 6,093,578   | 45.63% |        |
|         | حزب الشعب أولا           | جيمس سونغ   | لن رو شوانغ  | 369,588     | 2.77%  |        |
| المجموع | المجموع                  | المجموع     | المجموع      | 13,354,305  | 100%   | 100%   |

### 2016
قامت تساي يوم 15 فبراير 2015، بالتسجيل رسمياً للانتخابات الابتدائية للحزب الديمقراطي التقدمي والتي قد يعطيها الترشيح لخوض الانتخابات الرئاسية عن الحزب. وقد كانت المرشحة الوحيدة لخوض الانتخابات الابتدائية. وأعلنها الحزب الديمقراطي التقدمي كمرشح رسمي للرئاسة عن الحزب في يوم 15 أبريل. بدأت تساي خلال صيف عام 2015، زيارة إلى الولايات المتحدة وقابلت عدداً من صناع السياسة الأمريكية بما في ذلك أعضاء مجلس الشيوخ جون ماكين وجاك ريد. في خطابها الذي تناول الشتات التايواني على الساحل الشرقي للولايات المتحدة، أشارت تساي لاستعدادها للتعاون مع ائتلاف الطرف الثالث الصاعد في تايوان في الانتخابات العامة القادمة. أعلنت حملة تساي يوم 14 نوفمبر عن اخيارها تشن شيان جين كمرشح عن الحزب الديمقراطي التقدمي لمنصب نائب الرئيس. في 16 يناير 2016، فازت تساي بالانتخابات الرئاسية، بفوزها على منافسها إريك تشو بفارق 25.04%.
ملخص لنتائج الانتخابات الرئاسية لجمهورية الصين بتاريخ 16 يناير 2016
| الحزب   | الحزب                    | المرشح      | المرشح        | عدد الأصوات | النسبة | النسبة |
| ------- | ------------------------ | ----------- | ------------- | ----------- | ------ | ------ |
| الحزب   | الحزب                    | الرئيس      | نائب الرئيس   | عدد الأصوات | النسبة | النسبة |
|         | الحزب الديمقراطي التقدمي | تساي إنغ ون | تشن شيان جين  | 6,894,744   | 56.12% |        |
|         | الكومينتانغ              | إريك تشو    | وانغ جو هسوان | 3,813,365   | 31.04% |        |
|         | حزب الشعب أولا           | جيمس سونغ   | هسو هسين يينغ | 1,576,861   | 12.84% |        |
| المجموع | المجموع                  | المجموع     | المجموع       | 12,284,970  | 100%   | 100%   |

## وصلات خارجية
- تساي إنغ ون على موقع IMDb (الإنجليزية)
- تساي إنغ ون على موقع الموسوعة البريطانية (الإنجليزية)
- تساي إنغ ون على موقع مونزينجر (الألمانية)
- الموقع الرسمي